# Židlochovice (zámek)
Zámek Židlochovice je barokní zámek v Židlochovicích v okrese Brno-venkov. Je chráněn jako kulturní památka.

## Historie zámku
Zámek se nachází v jihozápadní části města Židlochovic, přísluší k němu i přilehlá obora. Zámek stojí na místě bývalé vodní tvrze, vybudované před rokem 1349. Roku 1353 získal tvrz i ves Židlochovice moravský markrabě Jan Jindřich a po jeho smrti markrabě Jošt. Po roce 1407 se v držení tvrze vystřídalo vícero rodů, mimo jiné Valdštejnové a Pernštejnové. V roce 1567 připadl židlochovický statek a tvrz Žerotínům.
V 70. letech 16. století Fridrich ze Žerotína nechal přestavět tvrz na renesanční zámek s kaplí. V roce 1616 koupil zámek i s panstvím Adam mladší z Valdštejna. Na konci 17. století získal panství Filip Ludvík Václav hrabě ze Sinzendorfu, který pak v letech 1720–1729 přebudoval zámek v barokním slohu. Stavitelské práce tehdy prováděl vídeňský stavitel Ludvík Kaltner.
V roce 1743 koupil zámek i panství Jan Leopold z Ditrichštejna. V držení Ditrichštejnů zůstal do roku 1819, kdy zámek prodali habsbursko-lotrinské císařské rodině, a to potomkům Leopolda II. Ti pak zámek vlastnili až do jeho zestátnění Československou republikou v roce 1919.
Od roku 1822 probíhaly stavební úpravy zámku, především zboření hradeb a zrušení náspů a padacích mostů . V letech 1844–1845 byly provedeny empírové úpravy a zámek tak nabyl dnešní podobu. V roce 1858 se na zámku narodila pozdější španělská královna Marie Kristina Španělská, v roce 1874 zde zemřel její otec, arcivévoda Karel Ferdinand Rakousko-Těšínský. Posledním majitelem židlochovického panství a zámku byl arcivévoda Bedřich. Panství zahrnovalo obce: Blučina, Hrušovany u Brna, Ivaň, Křepice, Ledce, Medlov, Měnín, Nikolčice, Nosislav, Pohořelice, Prštice, Přibice, Přísnotice, Radostice, Tikovice, Unkovice, Velké Němčice, Vojkovice, Žabčice.
Roku 1919 byla na majetek arcivévody Bedřicha uvalena nucená správa. Na židlochovické panství byl ministerstvem zemědělství jmenován vnucený správce Jaroslav Franz. Panství Židlochovice v té době čítalo 7 distriktů s 21 dvory, cukrovarem a mlýnem. Hospodářské správy sídlily na dvorech: Jalovisko, Velký Dvůr, Ledce, Měnín, Nový Dvůr, Němčice, Žabčice, Židlochovice s lesní správou v Židlochovicích. Celková výměra panství činila 6 676,53 ha.
Na základě zákona č. 354/1921 Sb. ze dne 12. srpna 1921 o převzetí statků a majetku, připadlých podle mírových smluv československému státu, byl veškerý majetek převeden pod správu Generálního ředitelství státních lesů a statků v Praze Bubenči (velkostatky: Zákupy, Ostrov u Karl. Varů, Židlochovice na Moravě, Frýdek a Těšín, Víglaš a Topoľčianky). Správa státních lesů a statků sídlila na zámku v Židlochovicích. Vedle pozemků, na které byla uvalena nucená správa, byly v roce 1923 na 20 let pronajaty hospodářské správy na dvorech: Velký Dvůr, Ledce, Měnín, Jalovisko, Nový Dvůr, Velké Němčice, též část pozemků ze dvora Žabčice, cukrovar a na 10 let mlýn s výčepem v Pohořelicích.
V roce 1923 převzala Akciová společnost pro průmysl cukrovarnický nájem státního cukrovaru Židlochovice s velkostatkem o rozloze 2 700 ha. K tomu musela splnit podmínku nájemní smlouvy a emitovat 12 500 kusů nových akcií v nominální hodnotě 5 miliónů Kč, čímž akciová společnost zvýšila k 1. srpnu 1923 svoje základní jmění na 30 miliónů Kč. Část akcií odkoupil stát (konkrétně republikánskou stranou ovládané ministerstvo zemědělství). Zástupci státu a zástupci řepařů měli ve správní radě 50% zastoupení, takže se stát stal spolumajitelem podniku ze dvou šestin, drobní řepaři a spolek Syndikát řepařů-akcionářů držel jednu šestinu a Boden-Credit-Anstallt tři šestiny. Vysoké škole zemědělské v Brně byl od 1. července 1925 přidělen na dobu 12 let ze Státního statku Židlochovice dvůr Žabčice (s poplužním dvorem Oulehlou), která jej využívala jako školní a pokusný objekt. Vládním nařízením ze dne 20. ledna 1928, č. 11 Sb. z. a n., byl školní zemědělský závod v Žabčicích přeměněn s účinností od 1. ledna 1928 v samostatný státní podnik.
Rozloha pozemkového majetku správy Státních lesů a statků v Židlochovicích činila v roce 1937 6 454 ha, z toho lesa 2 484 ha, polí a luk 3 574 ha, ostatní půda 396 ha. Vedením správy státních lesů a statků v Židlochovicích byl v té době pověřen lesní rada Ing. Karel Zlatuška, jemuž bylo podřízeno 12 úředníků a 28 zřízenců. Zámek sloužil mezi válkami jako letní sídlo prezidenta T. G. Masaryka (pobyty připomíná pamětní deska při vchodu do zámeckého parku).
V letech 1945-1948 zde sídlila Vrchní správa Československých státních statků Židlochovice (1948 Ředitelství státních statků a rybníků Židlochovice), 1948-1951 ČSSS, n. p., statek Židlochovice, okres Brno. Státní statek v Židlochovicích platil za vzorový podnik a byl vyznamenán Řádem práce. Poplatkové hony pro zahraniční hosty organizoval v Židlochovické bažantnici od roku 1952 národní podnik zahraničního obchodu Čedok. Po zřízení železné opony byly diplomatické hony přesunuty do Lán.
V současnosti je zámek místem konání různých setkání politiků. Mimo jiné se zde také natáčel jeden z dílů seriálu Četnické humoresky. Z boku zámku sídlí ředitelství Lesního závodu Židlochovice, samotný zámek je využíván jako hotel a pořádají zde i svatby. Vždy první víkend v září je zámek jeden den v roce otevřen i veřejnosti k prohlídce.

## Československé reprezentační honbiště – Židlochovice
Tradice židlochovických honů je datována rokem 1819, kdy zde nový majitel Albert Kazimír Sasko-Těšínský zřídil bažantnici, honitby pak zdokonaloval a osazoval zvěří i arcivévoda Albrecht a arcivévoda Bedřich. Židlochovický zámek se po pozemkové reformě stal neoficiálním sídlem prezidenta republiky při jeho letních pobytech na Moravě. Lesní hospodářství bylo spravováno za účelem provozování významných honiteb. К ochraně zvěře ve vlastních honitbách správa Státních lesů a statků najala soukromé krycí honitby obecní, takže celková výměra celé honební židlochovické oblasti činila 16 522 ha. Hony na bažanty, zajíce a králíky se pořádaly ročně sedmkrát a to v polesí Jalovisko (nazývané „Velká bažantnice”), a v „Měnínském lese”, dále v ostatních polesích v „Knížecím lese”, v „Dlouhé léči – Bedřich”, ve „Velkodvorských nivách”, kromě toho se zde konaly dva větší polní hony na koroptve a 1 zimní velký polní hon na zajíce, tzv. „Karlodvorské ploužení”. Kmenový stav užitkové zvěře k 1. dubnu 1936 činil 23 570 kusů (zvěře 1260, zajíců 3 050, králíků 4 040, bažantů 10 800, koroptví 3 900 a zbytek různé druhy zvěře užitkové). Ochranu zvěře před pytláctvím zajišťovaly četnické hlídky.
Zejména od 30. letech se zde konaly hony pro diplomatické hosty (především ze zemí Malé dohody). Například 5. září 1936 se zde konal hon (generálka pro hon s rumunským králem) za účasti jugoslávské delegace vedené ministerským předsedou Milanem Stojadinovičem (dále ministr zahraničí V. Protič, velvyslanec Dragan Protič a doktor Gazič. Za českou stranu se lovu účastnili vyslanec Girsa, legační rada Jína, kancléř Šámal, generál Syrový, plukovník generálního štábu Mrázek, profesor Neuwirt, doktor Popelka, inženýr Čermák a vrchní lesní rada Mayer. Hon se konal v polní honitbě Černá pole a na výřadu bylo celkem 630 ks zvěře: 312 koroptví, 118 bažantů, 199 zajíců a 1 králík. Zbraně a náboje pro jugoslávské hosty zapůjčila Zbrojovka Brno (3 zánovní brokovnice ráže 16, 1 brokovnice ráže 12 a 4 000 ks nábojů).
Státní lesní správa v Židlochovicích měla na starost také reprezentační večeři před honem, oběd a odpolední čaj. K samotnému honu nastoupilo 121 osob (honci, nosiči zvěře, nabíječi, vazači atd.), z toho 10 osob lesních úředníků a 18 hajných. Pro zářijový lov bažantů musel Okresní úřad v Hustopečích vydat povolení k předčasnému odstřelu přibližně 150–200 kusů bažantů, které odůvodnil zajištěním státní reprezentace. Zrovna tak muselo být zabezpečeno ubytování a stravování personálu státních lesů ve třech židlochovických hostincích i v soukromí. Výzdobu zámku zajistila prezidentská kancelář. Bažanti byli již za účelem zazvěření honiteb od 1. září odchytáváni, což povolily okresní hejtmani v Hustopečích (1000 ks bažantů) a v Mikulově (500 ks bažantů).
V roce 1936 a v roce 1937 se reprezentačních židlochovických honů účastnili rumunský král Carol II. a jeho syn Michal. Hony posloužily jako doprovodný program během diplomatických jednáních mezi Československem a Rumunským královstvím. Návštěva rumunského krále v roce 1936 trvala šest dnů od 28. října do 2. listopadu 1936 a rumunská delegace v těchto dnech navštívila Prahu, ke dni vzniku republiky zhlédla slavnostní vojenskou přehlídku, navštívila bývalého prezidenta republiky Masaryka v Lánech, prohlédla si vojenské cvičiště u Milovic, návštěva pokračovala též do Brna a Bratislavy. Organizačními přípravami rumunské delegace v roce 1936 byl pověřen československý velvyslanec v Bukurešti Jan Šeba, záležitostmi týkajících se loveckého programu Přemysl Šámal a také Augustin Popelka z Kanceláře prezidenta republiky. Firma Favorit pořizovala filmový dokument (pod názvem „Královský rumunský hon v Židlochovicích”), jehož režii měl na starost předseda Československé myslivecké jednoty Josef Zika. V roce 1937 se jednalo o návštěvu kratší (ve dvou loveckých dnech 4. a 5. listopadu 1937), ačkoliv byla označena za soukromou, přípravu zabezpečovaly Státní lesy. První lovecký den lovil rumunský král Carol II. a jeho syn Michal v Měnínské bažantnici a druhý den ve Velké Blučinské bažantnici. V Národním filmovém archivu Praha se z honu dochoval tříminutový týdeníkový šot.

## Zámecký park
Park o rozloze 23 ha je ukázkou krajinářského parku v anglickém stylu. Roste zde 25 druhů jehličnatých a přes 80 druhů listnatých dřevin. Plán parku vypracoval francouzský zahradní architekt Arnošt August Charbonier asi v roce 1708. Výsadbu realizoval zahradník Josef Hatzl, který se později stal správcem Schönbrunnských zahrad poté, co jeho práci v roce 1746 zhlédla v Židlochovicích Marie Terezie. Park byl postupem doby přebudován do současného anglického stylu. Zámecký park je celoročně a zdarma veřejnosti přístupný.

### Zajímavosti
- Z mnoha exotických stromů je v odborné literatuře připomínána největší jihomoravská maklura oranžová, původem severoamerický strom asi 20 m vysoký s šesti kmeny.
- Na počest prezidenta T. G. Masaryka byla roku 1930 v západní části parku vysazena pamětní lípa.
- Park si oblíbil básník Petr Bezruč, na jedné lavičce je umístěna tabulka s jeho básní o židlochovickém zámku.

## Zámecká kaple sv. Kříže
Byla již součástí původního zámku. Nechal ji opravit Jan Leopold z Ditrichštejna v polovině 18. století. Autorem návrhu portálu a interiéru je František A. Grimm, který je v roce 1746 doložen na úpravách farního chrámu. Portál se sochami andílků s dedikačním nápisem vytesal brněnský kameník Joachim Günther. Plastická štuková výzdoba je dílem Jana Sterna, bratra známějšího malíře Josefa Sterna. Stěny s pilastry jsou pokryty imitací mramoru. Na klenbě se v kruhovém poli nachází alegorie Víry s křížem, obklopená anděly nesoucí atributy Kristova umučení. Autorem signované malby z poloviny 19. století je rakouský malíř Franz Lefler. 
Střed čelní stěny kaple zaujímá tělo mrtvého Krista právě sejmutého z kříže a ležícího na rouchu před hrobem. Na pravé straně ho oplakává anděl. Scénu doplňují další dva andělé s kopím a houbou na tyči, umístění ve výklencích po stranách. Boční oltáře jsou zasvěceny Panně Marii Svatotomské a sv. Františku Xaverskému. Součástí vybavení je i socha světice z carrarského mramoru s korunou a žezlem u nohou. Jedná se o zpodobnění sv. Zuzany, která je kopií díla sochaře Françoise Duquesnoye z kostela Santa Maria di Loreto v Římě.

## Galerie

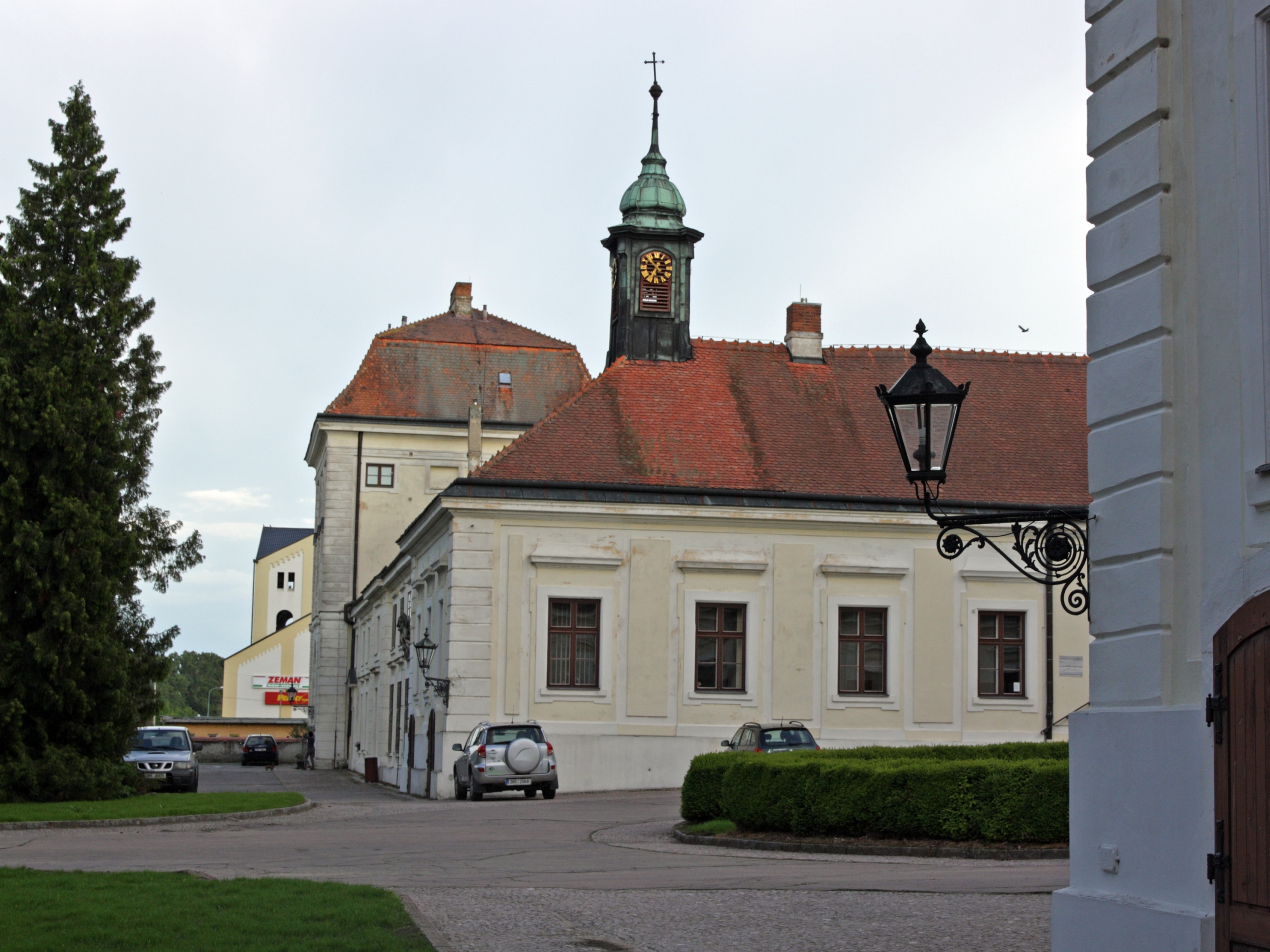
Pravé křídlo zámku se sanktusníkem kaple
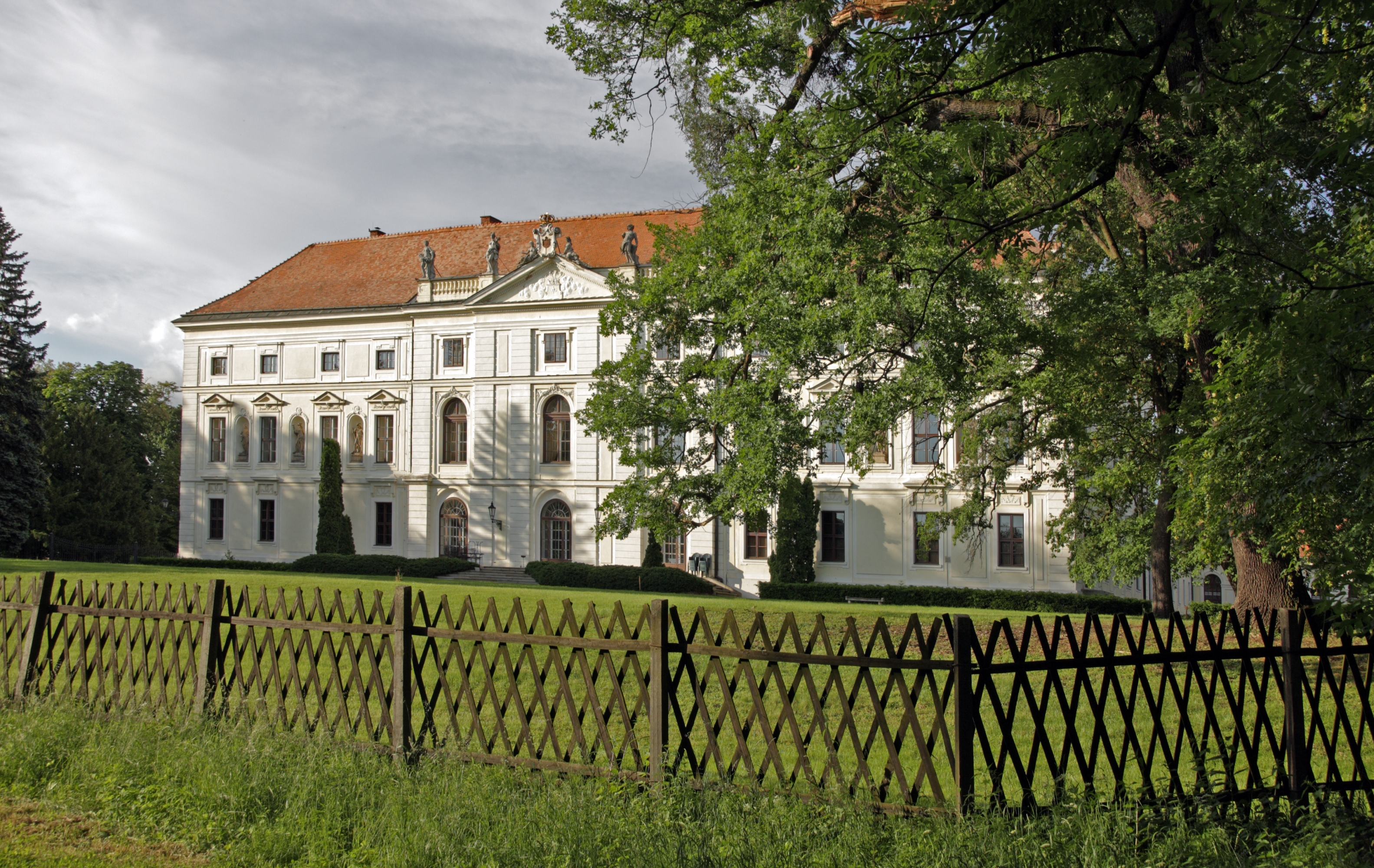
Pohled na zámek z parku
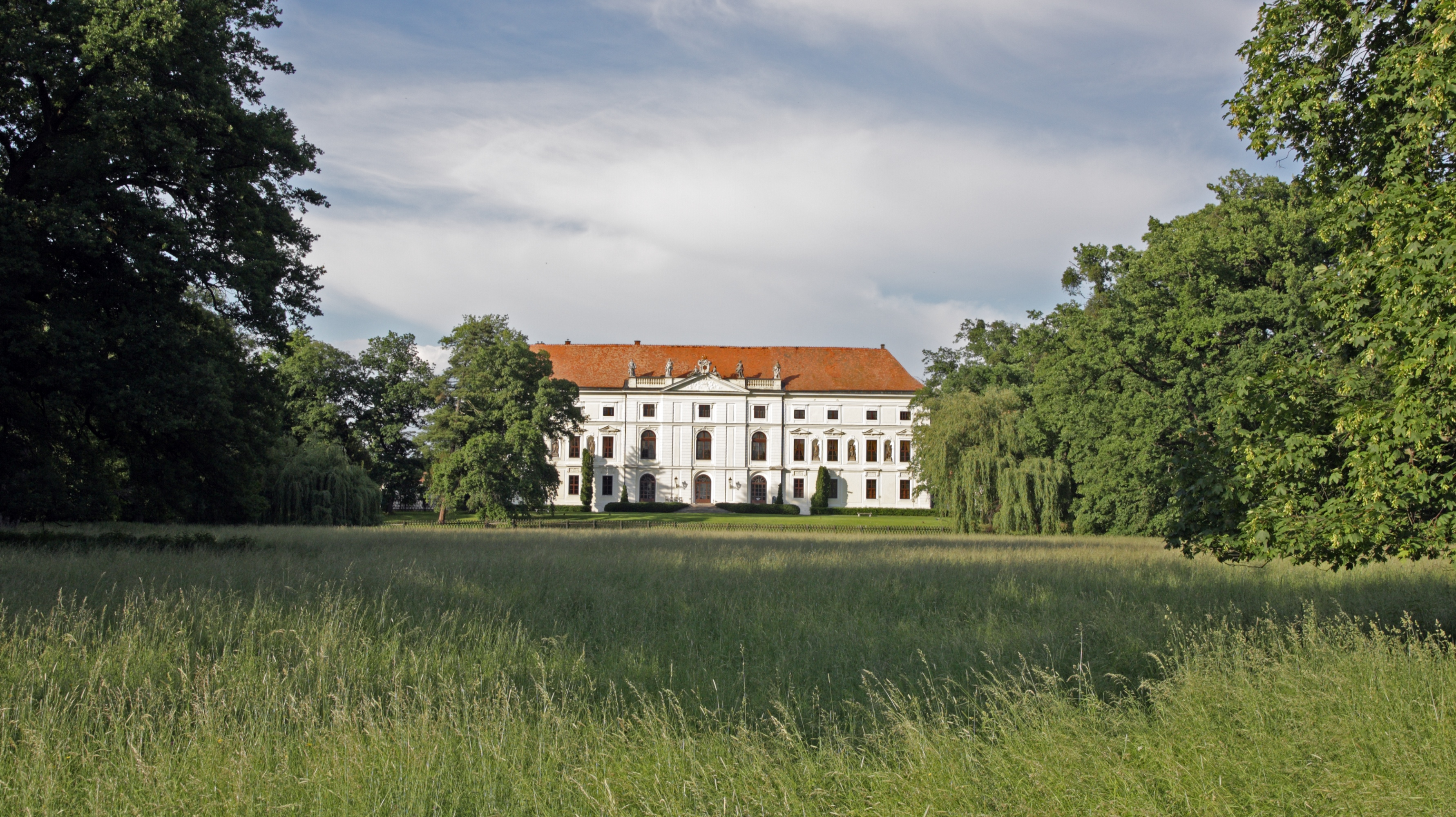
Pohled na zámek z parku
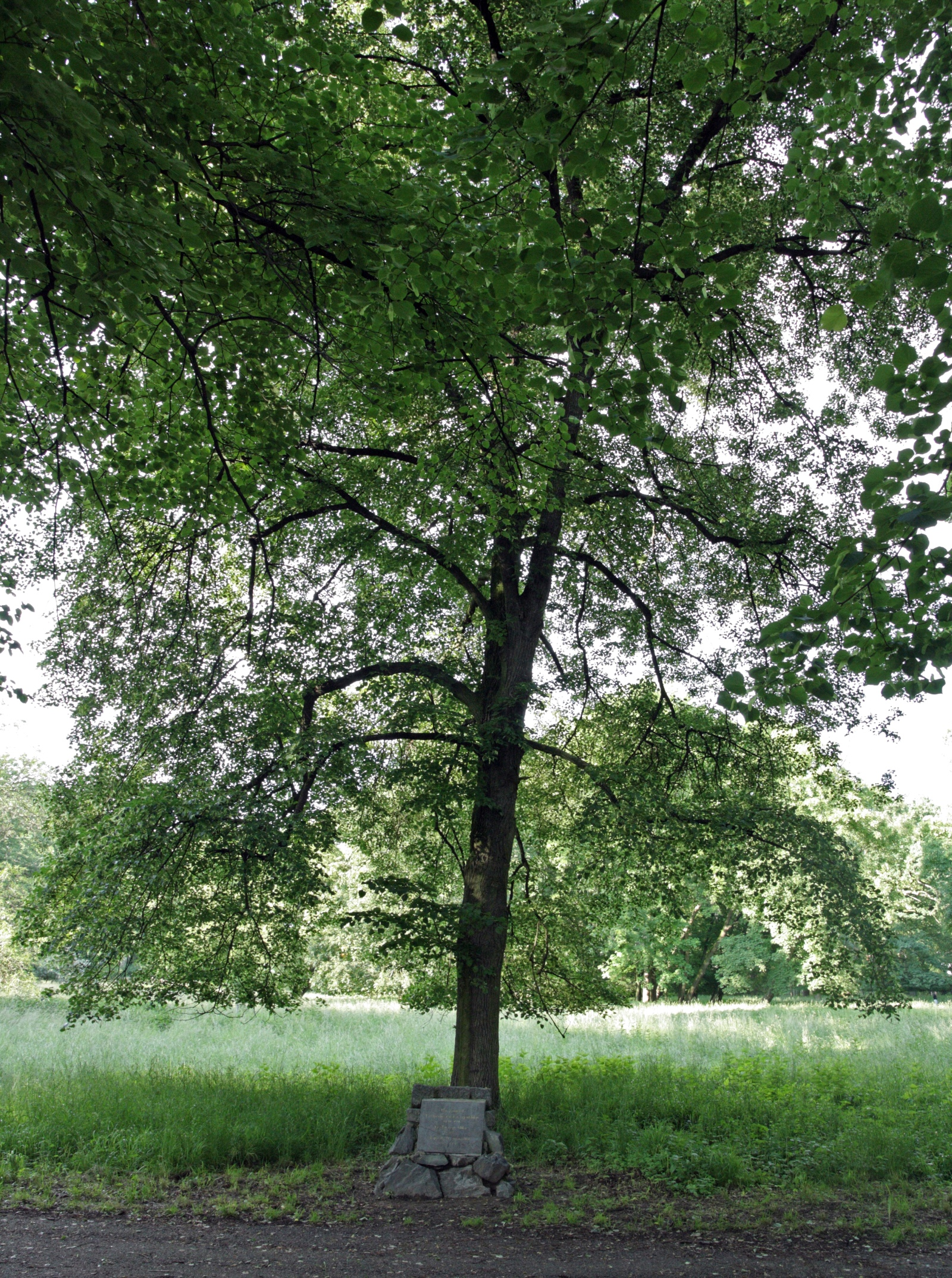
Masarykova lípa
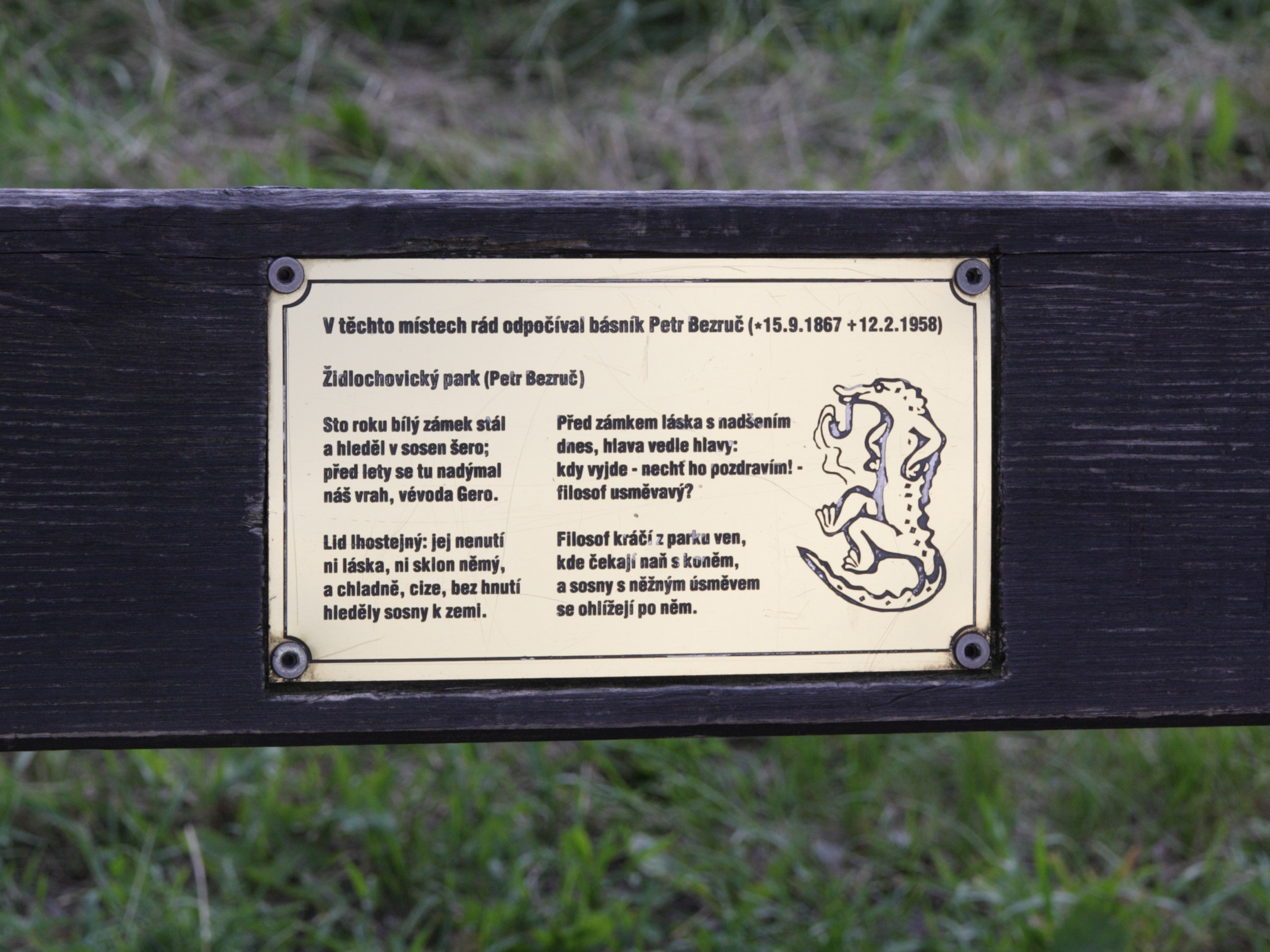
Báseň Petra Bezruče